# Volleyteam Roeselare
Il Volleyteam Roeselare è una società pallavolistica maschile belga, con sede a Roeselare.

## Storia
Sorto nel 1964, esordisce in Liga A, massima divisione del campionato belga, nel 1974; dal 1979 si lega allo storico sponsor Knack. Nel 1989 vince i suoi primi trofei, aggiudicandosi sia il campionato nazionale che la Coppa del Belgio.
Negli anni novanta vince altre due Coppe nazionali, prima di ritornare alla vittoria del titolo nel 2000 e di ottenere il suo primo successo internazionale, la Top Teams Cup 2001-02. Tra il 2005 e il 2007 interrompe la serie vittoriosa del Maaseik imponendosi in tre occasioni in campionato, seguiti da svariati altri titoli nazionali negli anni successivi.

## Rosa 2024-2025
| N° | Nome                 | Ruolo | Data di nascita | Nazionalità sportiva |
| -- | -------------------- | ----- | --------------- | -------------------- |
| 1  | Dennis Deroey        | L     | 14 agosto 1987  | Belgio               |
| 3  | Erik Siksna          | S     | 20 gennaio 2001 | Canada               |
| 4  | Stijn D'Hulst        | P     | 24 aprile 1991  | Belgio               |
| 5  | Pieter Coolman       | C     | 24 aprile 1989  | Belgio               |
| 6  | Jasper Wijkstra      | S     | 29 aprile 2002  | Paesi Bassi          |
| 7  | Lennert Van Elsen    | C     | 1º aprile 2001  | Belgio               |
| 8  | Matthijs Verhanneman | S     | 8 dicembre 1988 | Belgio               |
| 10 | Mauro Lips           | C     | 10 gennaio 2006 | Belgio               |
| 11 | Seppe Van Hoyweghen  | P     | 7 ottobre 2000  | Belgio               |
| 14 | Brendan Mills        | O     | 22 marzo 2003   | Canada               |
| 15 | Basil Dermaux        | S     | 9 febbraio 2003 | Belgio               |
| 16 | Bjarne Angillis      | L     | 16 agosto 2006  | Belgio               |
| 17 | Miika Haapaniemi     | C     | 6 febbraio 2004 | Finlandia            |

## Palmarès
- Campionato belga: 15

1988-89, 1999-00, 2004-05, 2005-06, 2006-07, 2009-10, 2012-13, 2013-14, 2014-15, 2015-16,
2016-17, 2020-21, 2021-22, 2022-23, 2023-24
- Coppa del Belgio: 16

1988-89, 1989-90, 1993-94, 1999-00, 2004-05, 2005-06, 2010-11, 2012-13, 2015-16, 2016-17,
2017-18, 2018-19, 2019-20, 2020-21, 2022-23, 2023-24
- Supercoppa belga: 11

2000, 2004, 2005, 2007, 2010, 2013, 2014, 2018, 2019, 2022,
2023
- Top Teams Cup: 1

2001-02